# تازة كند خانكندي
تازة كند خانكندي هي قرية في مقاطعة ملكان، إيران. عدد سكان هذه القرية هو 481 في سنة 2006.